# Бомбардування албанських біженців поблизу Джяковіца
Бомбардування албанських біженців поблизу Дьяковіце відбулося 14 квітня 1999 під час натовських бомбардувань Югославії, коли літаки НАТО випадково розбомбили біженців, на дорозі Джяковіца — Дечани. В результаті бомбардування загинуло 73 мирних албанських жителі.

## Інцидент

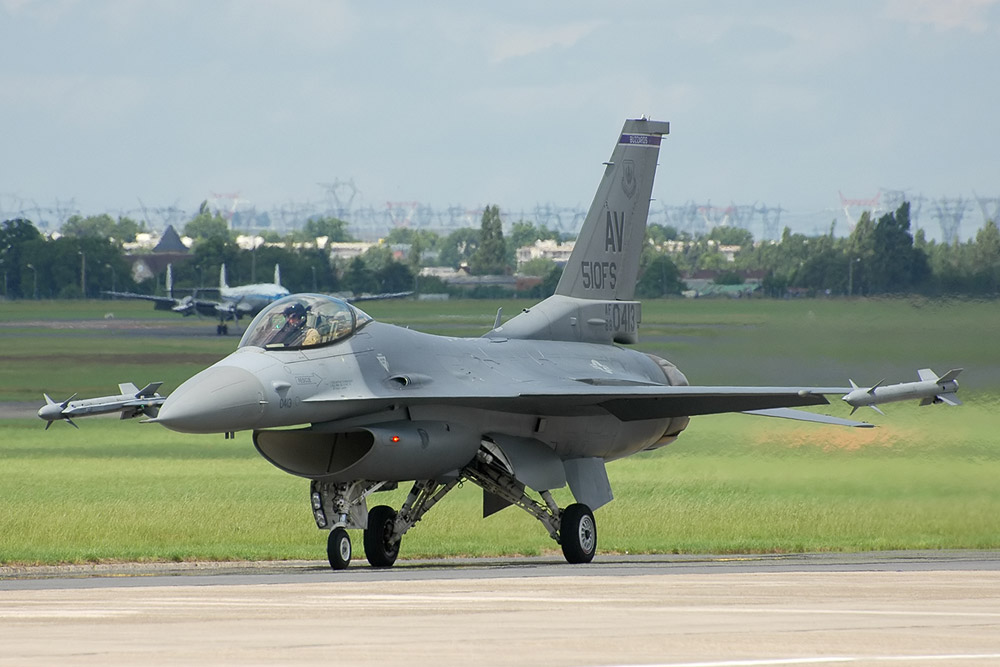
Авіаудар нанесли американські літаки F-16

14 квітня авіація НАТО патрулювала небо над Косовом, намагаючись відшукати військові формування сухопутних військ Сербії і знищити їх. На 19-кілометровій ділянці дороги Джяковіца-Дечани пілоти НАТО виявили колону автомобілів, яку прийняли за югославську бронетехніку. Авіація негайно відкрила вогонь по колоні, піддавши її бомбово-ракетним ударам. Як виявилося, в автомобілях перебували албанські біженці, які намагалися перебратися в безпечне місце. Переважну більшість біженців складали жінки і діти.
Авіація НАТО приблизно в 13:30 відкрила вогонь по першій колоні недалеко від міста Джяковіца. Потім вона скинула бомби на другу, більш численну колону, яка йшла по дорозі через село Бістражін (10 кілометрів від Джяковіца). У ній було близько 100 тракторів і легкових автомобілів. Під ударами авіації НАТО був зруйнований один з мостів, на якому знаходилися люди.
Число жертв досі не вдалося встановити: за початковими американськими даними, вбитими числилися п'ять цивільних осіб, проте потім ця цифра переступила поріг в 60 осіб. На даний момент США стверджують, що було вбито від 61 до 70 осіб. Серби ж спочатку стверджували про 70 убитих і 35 поранених. Пізніше було оголошено про 73 жертви і 36 постраждалих, за повідомленням югославського державного інформаційного агентства Тан'юг серед поранених були три сербських поліцейських. За відомостями російських журналістів і миротворців, жертвами авіанальоту стали 64 людини, а постраждали 20. За даними НАТО цивільні автомобілі та люди перебували в колоні упереміш з військовими і поліцейськими. Це і призвело до авіаудару.
Хав'єр Солана та Білл Клінтон спочатку стверджували, що авіаналіт скоїла югославська авіація, але під тиском фактів обидва змушені були визнати свою провину у трагедії і принести свої вибачення.